# Bill Laughlin
William Merle Laughlin, detto Bill (Hookstown, 10 dicembre 1915 – Washington, 22 novembre 1993), è stato un cestista e allenatore di pallacanestro statunitense, professionista nella NBL.

## Carriera
Giocò una stagione nella NBL, disputando 27 partite con 8,6 punti di media.